# Cauloscinis sinensis
Cauloscinis sinensis är en tvåvingeart som beskrevs av Yang 1991. Cauloscinis sinensis ingår i släktet Cauloscinis och familjen fritflugor.
Artens utbredningsområde är Yunnan (Kina). Inga underarter finns listade i Catalogue of Life.